# درويش باشا الكرجي
البكلربك درويش باشا الكرجي هو سياسي عثماني شغل منصب والي دمشق منذ يونيو 1783 حتى 1784.

## مناصبه
تولى المناصب التالية:
- والي صيدا (1770–1771)
- والي دمشق (يونيو 1783–1784)